# Isabella Jaron
Isabella Jaron (* 24. Januar 2002 in Cloppenburg) ist eine deutsche Fußballspielerin. Sie steht beim FC Carl Zeiss Jena unter Vertrag.

## Karriere

### Vereine
Jaron begann in Emstek im Landkreis Cloppenburg beim Mehrspartensportverein SV Emstek mit dem Fußballspielen. Im weiteren Verlauf spielte sie für die Jugendmannschaft des BV Cloppenburg und zuletzt von 2017 bis 2019 für die B-Jugendmannschaft des SV Meppen in der Staffel Nord/Nordost der B-Juniorinnen-Bundesliga, in der sie in 35 Punktspielen 27 Tore erzielte.
Zur Saison 2019/20 rückte sie in die erste Mannschaft auf. In der 2. Bundesliga bestritt sie ihre ersten zwölf Punktspiele im Seniorinnenbereich. Ihr Debüt erfolgte zum Saisonauftakt am 11. August 2019 beim 3:3-Unentschieden im Heimspiel gegen den Liganeuling FC Ingolstadt 04 mit Einwechslung für Lynn Rahel Gismann in der 78. Minute. Ihr erstes von drei Saisontoren gelang ihr am 29. September 2019 (6. Spieltag) beim  3:2-Sieg im Auswärtsspiel gegen die Zweitvertretung vom 1. FFC Turbine Potsdam mit dem Treffer zum 2:2 in der 78. Minute. Mit Einnahme von Platz 4 am Saisonende stieg sie dennoch mit ihrer Mannschaft in die Bundesliga auf, war es den Zweitvertretungen des VfL Wolfsburg und der TSG 1899 Hoffenheim auf Platz 2 und 3 dies nicht erlaubt, da ihre Erstvertretungen bereits in der höchsten Spielklasse vertreten waren. In dieser bestritt sie acht Punktspiele, wobei sie am 15. November 2020 (9. Spieltag) bei der 0:3-Niederlage im Heimspiel gegen Bayer 04 Leverkusen debütierte und eine Woche später beim 2:1-Sieg im Auswärtsspiel gegen den SC Sand mit dem Treffer zum 1:0 in der 21. Minute ihr erstes Bundesligator erzielte. Am Saisonende 2021/22 trug sie mit zwölf Toren in 21 Zweitligaspielen nicht nur zur Meisterschaft, verbunden mit dem abermaligen Aufstieg in die Bundesliga bei, sondern stellte bezüglich Anzahl Spiele und Tore zwei persönliche Bestmarken auf.
Ein am 2. August 2022 sich zugezogenen Kreuzbandriss zwang sie bis zum 30. April 2023 zu pausieren, ehe sie am 20. und 22. Spieltag zwei Bundesligaspiele bestreiten konnte. Knapp drei Wochen vor Beginn der Saison 2023/24 zwangen sie Kniebeschwerden erneut und auf unbestimmte Dauer vom Spielbetrieb fern zu bleiben.
Am 5. Februar 2024 wurde ihre Verpflichtung – bis Saisonende 2025/26 – auf der Website des SCR Altach öffentlich. Da sie noch an ihrer Knieverletzung laborierte, setzte sie ihre Rehabilitation am Altacher Trainingsplatz fort, um in der Saison 2024/25 eingesetzt werden zu können.
Am 4. Februar 2025 wurde sie auf Leihbasis bis zum Saisonende vom FC Carl Zeiss Jena ausgeliehen. Im Sommer wurde sie fest verpflichtet.

### Auswahl-/Nationalmannschaft
Jaron kam als Spielerin der Auswahlmannschaft des Niedersächsischen Fußballverbandes in den Altersklassen U14 (2016), U16 (2018) und U18 (2019) in insgesamt elf Turnierspielen um den DFB-Länderpokal an der Sportschule Wedau in Duisburg zum Einsatz und erzielte drei Tore.
Mit ihrer Einwechslung für Sophie Weidauer zur zweiten Spielhälfte bei der 0:1-Niederlage der U20-Nationalmannschaft gegen die U20-Nationalmannschaft Spaniens im Rahmen des U20-Nationen-Turniers in Salou debütierte sie als Nationalspielerin.

## Erfolge
- Zweimaliger Aufstieg in die Bundesliga
  - als Vierter (2020) und Meister (2022) der 2. Bundesliga